# Yulius Aloysius Husin
Yulius Aloysius Husin, né le 15 août 1937 à Asa dans la province de Kalimantan oriental et mort le 13 octobre 1994 à Palangkaraya, est un prélat indonésien, évêque du diocèse de Palangkaraya en Indonésie de 1993 jusqu'à son décès en 1994.

## Biographie
Il est ordonné prêtre pour les missionnaires de la Sainte-Famille (M.S.F) le 25 juillet 1964.

## Évêque
Le 5 avril 1993, le pape Jean-Paul II le nomme évêque de Palangkaraya. Il reçoit l'ordination épiscopale le 17 octobre 1993 par Mgr Fransiskus Xaverius Rocharjanta Prajasuta.